# Albanie aux Jeux olympiques d'été de 2000
L' Albanie a envoyé 4 athlètes aux Jeux olympiques d'été de 2000 à Sydney en Australie.

## Résultats

### Athlétisme
| Femmes - 400 m : - Klodiana Shala - 1er tour : 56 s 41 (→ éliminée) | Hommes - 100 m : - Oltion Luli - 1er tour : 11 s 08 (→ éliminé) |

### Tir
Femmes
- 10 m pistolet à air :
  - Diana Mata
    - En qualification : 378 pts(→ éliminée)
- 25 m pistolet :
  - Diana Mata
    - En qualification : 579 pts (→ éliminée)

### Haltérophilie
Hommes
- 77 kg :
  - Ilirian Suli
    - 1er tour : 355,0 kg (→ 5e place, Arraché: 162,5 kg, Épaulé-jeté : 192,5 kg)